# Real Madryt w sezonie 1904/1905
Sezon 1904/05 był 3. sezonem w historii Realu Madryt (wówczas Madrid FC).

## Skład
W klubie grali m.in.: Adolfo Meléndez, Enrique Normand, Manuel Prast, Pedro Parages.

## Mecze
zwycięstwo Realu Madryt
     remis
     zwycięstwo drużyny przeciwnej
| Mecz o Mistrzostwo Madrytu 2 kwietnia 1905 | Madrid FC | 2:0 | Moncloa FC |                         |
|                                            |           |     |            | Av. Plaza Toros, Madryt |

| Copa del Rey 1/2 F 16 kwietnia 1905 | Madrid FC                      | 3:0 | San Sebastián Recreation |                                       |
|                                     | Prast 20' · A. Alonso 30', ??' |     |                          | Tiro del Pichón, Madryt Sędzia: Prado |

| Copa del Rey Finał 18 kwietnia 1905 | Madrid FC | 1:0 | Athletic Bilbao |                         |
|                                     | Prast 70' |     |                 | Tiro del Pichón, Madryt |